# Боротьба на Європейських іграх 2015
Змагання з боротьби на Європейських іграх 2015 пройшли від 13 до 18 червня в Баку (Азербайджан) в Спортивно-концертному комплексі імені Гейдара Алієва.

## Медалісти

### Чоловіки, вільний стиль
| Дисципліна | Золото                           | Срібло                      | Бронза                            |
| ---------- | -------------------------------- | --------------------------- | --------------------------------- |
| 57 кг      | Віктор Лебедєв Росія             | Марсель Евальд Німеччина    | Александру Кіртоаке Молдова       |
| 57 кг      | Віктор Лебедєв Росія             | Марсель Евальд Німеччина    | Сезер Акгюль Туреччина            |
| 61 кг      | Олександр Богомоєв Росія         | Бека Ломтадзе Грузія        | Гаджі Алієв Азербайджан           |
| 61 кг      | Олександр Богомоєв Росія         | Бека Ломтадзе Грузія        | Василь Шуптар Україна             |
| 65 кг      | Тогрул Асгаров Азербайджан       | Франк Чамісо Італія         | Мустафа Кая Туреччина             |
| 65 кг      | Тогрул Асгаров Азербайджан       | Франк Чамісо Італія         | Ільяс Бекбулатов Росія            |
| 70 кг      | Магомедрасул Газімагомедов Росія | Магомедмурад Гаджієв Польща | Якуп Гьор Туреччина               |
| 70 кг      | Магомедрасул Газімагомедов Росія | Магомедмурад Гаджієв Польща | Руслан Дібіргаджієв Азербайджан   |
| 74 кг      | Аніуар Гедуєв Росія              | Сонер Демірташ Туреччина    | Джабраїл Гасанов Азербайджан      |
| 74 кг      | Аніуар Гедуєв Росія              | Сонер Демірташ Туреччина    | Джумбер Квелашвілі Грузія         |
| 86 кг      | Абдулрашид Садулаєв Росія        | Петро Янулов Молдова        | Радослав Марцинкевич Польща       |
| 86 кг      | Абдулрашид Садулаєв Росія        | Петро Янулов Молдова        | Сандро Амінашвілі Грузія          |
| 97 кг      | Хетаг Газюмов Азербайджан        | Елізбар Одікадзе Грузія     | Валерій Андрійцев Україна         |
| 97 кг      | Хетаг Газюмов Азербайджан        | Елізбар Одікадзе Грузія     | Абдусалам Гадісов Росія           |
| 125 кг     | Таха Акгюль Туреччина            | Олексій Шемаров Білорусь    | Гено Петріашвілі Грузія           |
| 125 кг     | Таха Акгюль Туреччина            | Олексій Шемаров Білорусь    | Джамаладдін Магомедов Азербайджан |

### Чоловіки, греко-римська
| Дисципліна | Золото                       | Срібло                     | Бронза                       |
| ---------- | ---------------------------- | -------------------------- | ---------------------------- |
| 59 кг      | Степан Марянян Росія         | Сослан Дауров Білорусь     | Ельман Мухтаров Азербайджан  |
| 59 кг      | Степан Марянян Росія         | Сослан Дауров Білорусь     | Тарік Бельмадані Франція     |
| 66 кг      | Артем Сурков Росія           | Мігран Арутюнян Вірменія   | Гасан Алієв Азербайджан      |
| 66 кг      | Артем Сурков Росія           | Мігран Арутюнян Вірменія   | Іштван Левай Словаччина      |
| 71 кг      | Расул Чунаєв Азербайджан     | Балінт Корпаші Угорщина    | Домінік Етлінгер Хорватія    |
| 71 кг      | Расул Чунаєв Азербайджан     | Балінт Корпаші Угорщина    | Френк Стаблер Німеччина      |
| 75 кг      | Ельвін Мурсалієв Азербайджан | Віктор Немеш Сербія        | Чингіз Лабазанов Росія       |
| 75 кг      | Ельвін Мурсалієв Азербайджан | Віктор Немеш Сербія        | Дмитро Пишков Україна        |
| 80 кг      | Євген Салєєв Росія           | Рафік Гусейнов Азербайджан | Даніель Александров Болгарія |
| 80 кг      | Євген Салєєв Росія           | Рафік Гусейнов Азербайджан | Віктор Сосуновський Білорусь |
| 85 кг      | Давит Чекватадзе Росія       | Жан Беленюк Україна        | Метехан Башар Туреччина      |
| 85 кг      | Давит Чекватадзе Росія       | Жан Беленюк Україна        | Рамзін Ацицзір Німеччина     |
| 98 кг      | Іслам Магомедов Росія        | Дімітрій Тімченко Україна  | Мелонін Ноумонві Франція     |
| 98 кг      | Іслам Магомедов Росія        | Дімітрій Тімченко Україна  | Дженк Ільдем Туреччина       |
| 130 кг     | Риза Каяалп Туреччина        | Шаріаті Сабах Азербайджан  | Гейкі Набі Естонія           |
| 130 кг     | Риза Каяалп Туреччина        | Шаріаті Сабах Азербайджан  | Йосип Чугошвілі Білорусь     |

### Жінки, вільний стиль
| Дисципліна | Золото                     | Срібло                   | Бронза                         |
| ---------- | -------------------------- | ------------------------ | ------------------------------ |
| 48 кг      | Марія Стадник Азербайджан  | Еліца Янкова Болгарія    | Івона Матковська Польща        |
| 48 кг      | Марія Стадник Азербайджан  | Еліца Янкова Болгарія    | Валентина Ісламова Росія       |
| 53 кг      | Анжела Дороган Азербайджан | Роксана Засіна Польща    | Мерве Кенгер Туреччина         |
| 53 кг      | Анжела Дороган Азербайджан | Роксана Засіна Польща    | Надія Шушко Білорусь           |
| 55 кг      | Софія Маттссон Швеція      | Катажина Кравчик Польща  | Евеліна Ніколова Болгарія      |
| 55 кг      | Софія Маттссон Швеція      | Катажина Кравчик Польща  | Наталія Синишин Азербайджан    |
| 58 кг      | Емеше Барка Угорщина       | Тетяна Лавренчук Україна | Еліф Жалі Ешильирмак Туреччина |
| 58 кг      | Емеше Барка Угорщина       | Тетяна Лавренчук Україна | Грейс Буллен Норвегія          |
| 60 кг      | Маріанна Састін Угорщина   | Світлана Ліпатова Росія  | Вероніка Іванова Білорусь      |
| 60 кг      | Маріанна Састін Угорщина   | Світлана Ліпатова Росія  | Тайбе Юсейн Болгарія           |
| 63 кг      | Валерія Лазинська Росія    | Юлія Ткач Україна        | Анастасія Григор'єва Латвія    |
| 63 кг      | Валерія Лазинська Росія    | Юлія Ткач Україна        | Марія Мамашук Білорусь         |
| 69 кг      | Аліна Стадник Україна      | Ілана Кратиш Ізраїль     | Наталія Воробйова Росія        |
| 69 кг      | Аліна Стадник Україна      | Ілана Кратиш Ізраїль     | Аліне Фоккен Німеччина         |
| 75 кг      | Василіса Марзалюк Білорусь | Катерина Букіна Росія    | Майдер Унда Іспанія            |
| 75 кг      | Василіса Марзалюк Білорусь | Катерина Букіна Росія    | Світлана Саєнко Молдова        |

## Загальний медальний залік
| Місце | Країна      | Золото | Срібло | Бронза | Загалом |
| ----- | ----------- | ------ | ------ | ------ | ------- |
| 1     | Росія       | 11     | 2      | 5      | 18      |
| 2     | Азербайджан | 6      | 2      | 7      | 15      |
| 3     | Туреччина   | 2      | 1      | 7      | 10      |
| 4     | Угорщина    | 2      | 1      | 0      | 3       |
| 5     | Україна     | 1      | 4      | 3      | 8       |
| 6     | Білорусь    | 1      | 2      | 5      | 8       |
| 7     | Швеція      | 1      | 0      | 0      | 1       |
| 8     | Польща      | 0      | 3      | 2      | 5       |
| 9     | Грузія      | 0      | 2      | 3      | 5       |
| 10    | Болгарія    | 0      | 1      | 3      | 4       |
| 10    | Німеччина   | 0      | 1      | 3      | 4       |
| 11    | Молдова     | 0      | 1      | 2      | 3       |
| 12    | Вірменія    | 0      | 1      | 0      | 1       |
| 12    | Ізраїль     | 0      | 1      | 0      | 1       |
| 12    | Сербія      | 0      | 1      | 0      | 1       |
| 13    | Франція     | 0      | 0      | 2      | 2       |
| 14    | Естонія     | 0      | 0      | 1      | 1       |
| 14    | Словаччина  | 0      | 0      | 1      | 1       |
| 14    | Хорватія    | 0      | 0      | 1      | 1       |
| 14    | Норвегія    | 0      | 0      | 1      | 1       |
| 14    | Іспанія     | 0      | 0      | 1      | 1       |
| Total | Total       | 24     | 24     | 48     | 96      |

## Країни, що взяли участь
Взяло участь 384 борці з 39 країн:
- Албанія (3)
- Вірменія (8)
- Австрія (12)
- Азербайджан (24)
- Білорусь (24)
- Болгарія (24)
- Хорватія (6)
- Чехія (9)
- Данія (3)
- Естонія (7)
- Фінляндія (11)
- Франція (12)
- Грузія (16)
- Німеччина (22)
- Велика Британія (2)
- Греція (15)
- Угорщина (18)
- Ірландія (1)
- Ізраїль (6)
- Італія (12)
- Косово (3)
- Латвія (10)
- Литва (10)
- Північна Македонія (5)
- Молдова (17)
- Нідерланди (1)
- Норвегія (6)
- Польща (20)
- Португалія (5)
- Румунія (18)
- Росія (24)
- Сербія (7)
- Словаччина (8)
- Словенія (2)
- Іспанія (10)
- Швеція (12)
- Швейцарія (7)
- Туреччина (24)
- Україна (24)